# オスカー・ザ・グラウチ

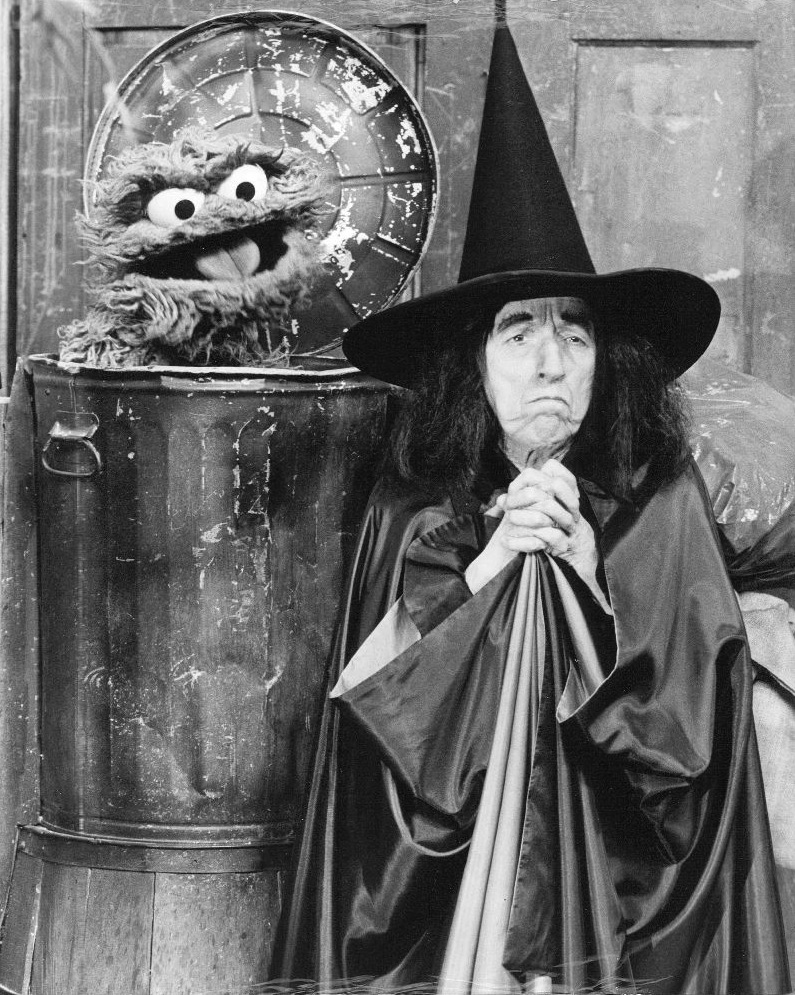
マーガレット・ハミルトンがオスカーと共演（シーズン7の第847話より）。

オスカー・ザ・グラウチ（Oscar The Grouch）は、セサミストリートのキャラクター。

## 設定
6月1日生まれ。いつもゴミ箱に暮らしているモンスター。
放送当初、オスカーの色は黄色だったが、現在は緑色になっている。
オスカーは第1シリーズ（1969年）で初めて登場したが、パイロット版を放送していた頃は登場していなかった。
なお、オスカーのゴミ箱はただのゴミ箱に見えるが、1999年の映画「エルモと毛布の大冒険」では「グラウチランド」の道につながっている。

## テレビ出演
- マペットの大冒険/宝石泥棒をつかまえろ!

ミス・ピギーが、トラックの運転手をゴミの山に投げ込んだときに登場。
- ザ・シンプソンズ

第11シリーズのエピソード「愛の伝道師ホーマー 南の島へ（Missionary: Impossible）」
第9シリーズのエピソード「スプリングフィールドのゴミ戦争（Trash of the Titans）」
- ビリー&マンディ

オスカーに似たマペットがゴミ箱から現れたことがある。
- サウスパーク

Imaginationland Episode III（邦題未定）に登場。
- ナイト ミュージアム2

スター・ウォーズの登場人物であるダース・ベイダーと共演を果たした。

## 担当俳優
- キャロル・スピニー（1969年 - 2018年）
- エリック・ジェイコブソン（2015年 - ）

## 担当声優
- 野沢那智（英語と遊ぼう! エレクトリック・カンパニー）
- 玄田哲章→江原正士（テレビスペシャル版）
- 大川透→大塚芳忠（NHK版、USJ版[1]）
- 江原正士（VHS版）
- 河相智哉（テレビ東京版、DVD版、Youtube版、U-NEXT版）